# Henri Heugel
Ne pas confondre avec Henri Heugel (1844-1916).
Henri Heugel est une personnalité du monde de la musique classique.

## Biographie
Henri Heugel est l'arrière-arrière-petit-fils du fondateur des Éditions Heugel. Il assure, à la suite de Pierre Petit, la direction de l'École normale de musique de Paris,.

## Documentation
Une partie des archives de Henri Heugel comme collectionneur d'art, ainsi que celles de ses héritiers Jacques, François et PHilippe, est conservée à l'Institut national d'histoire de l'art.